# Formica quadrinotata
Formica quadrinotata är en myrart som beskrevs av Matteo Losana 1834. Formica quadrinotata ingår i släktet Formica och familjen myror. Inga underarter finns listade i Catalogue of Life.